# Augustus Quirinus Rivinus
Augustus Quirinus Rivinus, noto anche come August Bachmann o A. Q. Bachmann (Lipsia, 9 dicembre 1652 – Lipsia, 20 dicembre 1723), è stato un medico e botanico tedesco che ha fornito contributi nella classificazione delle piante.

## Biografia
Rivinus nacque a Lipsia e studiò dapprima presso l’Università di Lipsia (1669-1671) e successivamente continuò i suoi studi presso l’Università di Helmstedt. Nel 1677 iniziò a tenere lezioni di medicina presso l’Università di Lipsia che, nel 1691, gli conferì le due cattedre di fisiologia e botanica e lo nominò curatore del giardino di piante medicinali della stessa Università. Nel 1701, divenne professore di patologia, mentre nel 1719 divenne professore di Terapeutica. Nello stesso anno divenne fellow della Royal Society. Negli ultimi anni della sua vita a causa del suo interesse in campo astronomico per lo studio per le macchie solari divenne quasi completamente cieco.

## Contributi in campo botanico
Nel sua opera Introductio generalis in rem herbariam e nei tre libri sugli ordini delle piante, Rivinus introdusse numerose importanti innovazioni che furono successivamente utilizzate da altri botanici (tra gli altri Joseph Pitton de Tournefort e Carl Linnaeus). Propose una classificazione delle piante secondo la struttura dei fiori. Come John Ray, un naturalista inglese contemporaneo con il quale intratteneva corrispondenza, utilizzò chiavi dicotomiche che portano prima ad un gruppo tassonomico più elevato, che chiamò genus Summum, degli ordini delle piante (ordo) e poi a generi inferiori.
Insieme a Joseph Pitton de Tournefort, Rivinus fu il primo ad applicare coerentemente la regola che i nomi di tutte le specie di un genere dovrebbero iniziare con la stessa parola (nome generico). Se un genere conteneva una sola specie il nome generico sarebbe stato il suo unico nome mentre se nel genere fossero state presenti più specie i loro nomi sarebbero stati costituiti dal nome del genere seguito da una breve frase descrittiva (differentia specifica). La nomenclatura di Rivinus differiva da quella proposta da Joseph Pitton de Tournefort nel non usare una frase descrittiva nella prima specie del genere aggiungendo le differentiae solo per le successive specie. 

## Opere

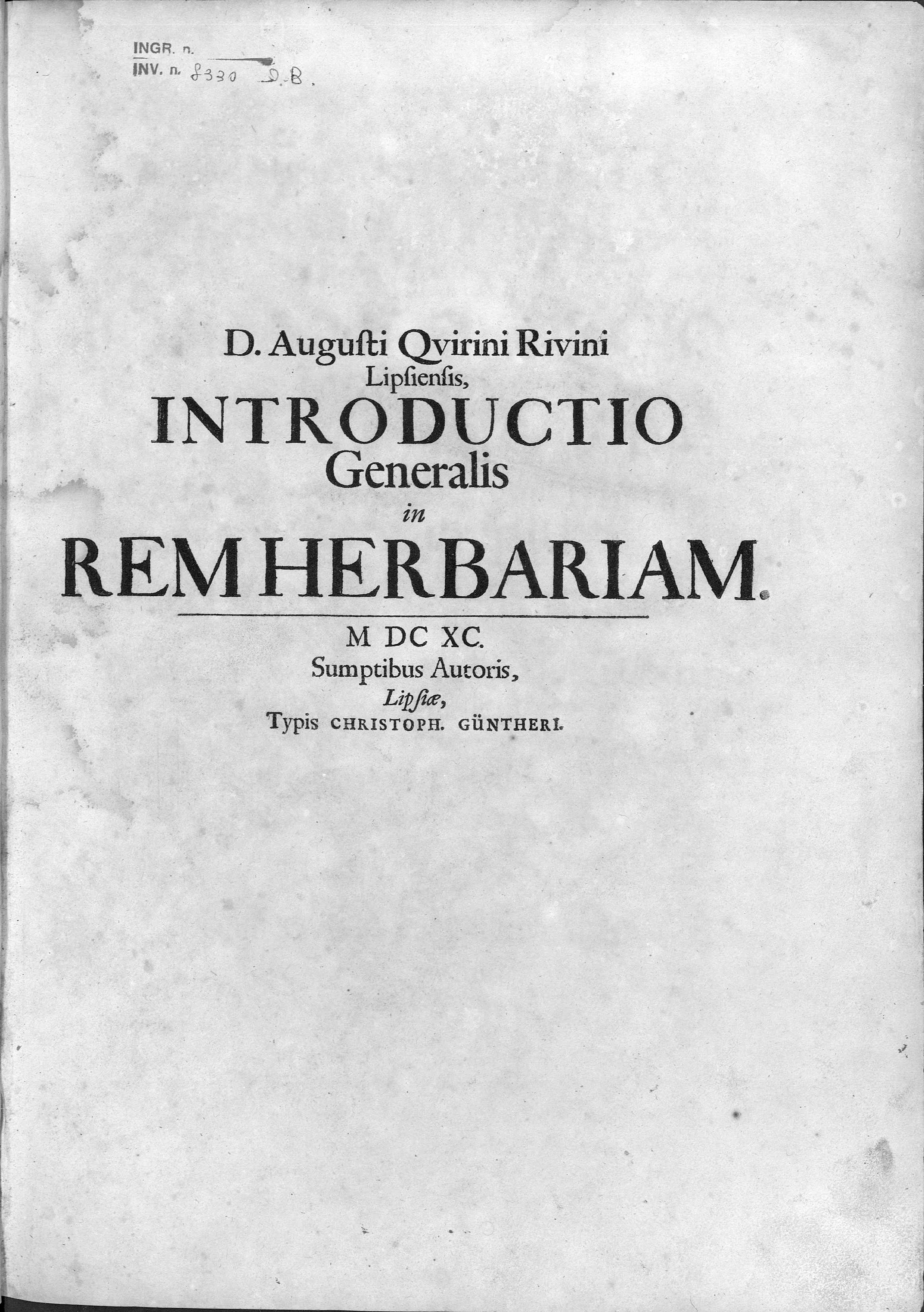
Introductio generalis in rem herbariam, 1690

- Introductio generalis in rem herbariam, Lipsiae, Typis Christoph. Güntheri, 1690. [8] + 39 p.
- Ordo Plantarum qvae sunt Flore Irregulari Monopetalo, Lipsiae: Typis Christoph. Fleischeri, 1690. 22 + [4] p. + 124 tab.
- Ordo Plantarum qvae sunt Flore Irregulari Tetrapetalo. Lipsiae: Typis Christoph. Fleischeri, 1691. [6] + 20 + [4] p. + 121 tab.
- Plantarum qvae sunt Flore Irregulari Pentapetalo, Lipsiae: Typis Joh. Heinrici Richteri, 1699. [6] + 28 + [4] p. + 139 tab.
- D.A.Q.R. ad celeberrimum virum dominum Johan. Rajum... Epistola, Lipsiae: Prostat apud Davidem Fleisherum, 1694. 24 p.
- Censura medicamentorum officinalium, Lipsiae, J. Fritsch, 1701
- Manuductio ad Chemiam pharmaceuticam, Norimbergae, Tauber, 1718